# خانواده از راه می‌رسد
خانواده از راه می‌رسد (انگلیسی: The Family is Coming؛‏ کره‌ای: 떴다! 패밀리) یک مجموعه تلویزیونی محصول کره جنوبی سال ۲۰۱۵ برپایهٔ رمان بازگشت مادربزرگ (할매가 돌아왔다) نوشتهٔ کیم بوم است. در این مجموعه لی جونگ هیون، جین یی هان، اوه سانگ جین و پارک وون سوک ایفای نقش کردند و از ۳ ژانویه تا ۱۵ مارس ۲۰۱۵، روزهای شنبه و یکشنبه ساعت ۲۰:۴۵ (کی‌اس‌تی) از شبکهٔ اس‌بی‌اس پخش شد.

## خلاصه داستان
جونگ کوت سون، پس از پنجاه سال زندگی در هالیوود به کره جنوبی بازمی‌گردد تا دوباره با خانواده‌اش ارتباط برقرار کند. در حالی که اعضای خانواده برای کسب میراث ۲۰ میلیارد وونی او با هم رقابت می‌کنند، آن‌ها روند رشد احساسی و آشتی را تجربه می‌کنند.

## بازیگران

### اصلی
- لی جونگ هیون در نقش نا جونگ هی / سوزان جانسون
- جین یی هان در نقش چوی دونگ سوک
- اوه سانگ جین در نقش جونگ جون آه / جیمز
- پارک وون سوک در نقش جونگ کوت سون / آدری جونگ